# Cyberpunk: Edgerunners
Cyberpunk: Edgerunners (サイバーパンク エッジランナーズ, Saibāpanku Edjirannāzu) is een Japans-Poolse ONA-serie die is gebaseerd op het computerspel Cyberpunk 2077. De miniserie is geproduceerd door Studio Trigger in samenwerking met CD Projekt, en verscheen in september 2022 op videodienst Netflix.

## Plot
De serie speelt zich af in Night City, een zelfvoorzienend metropool in de Free State of California. Night City is het armste district. Er is veel corruptie, verslaving en bendegeweld. Elk van de zes stadsdistricten vereist een specifieke levensstijl die wordt opgedragen door verschillende megacorporations.
De jonge straatvechter David is alles kwijtgeraakt in het leven. Hij probeert als "Edgerunner" te overleven aan de slechte kant van de wet.

## Afleveringen
1. Let You Down
2. Like A Boy
3. Smooth Criminal
4. Lucky You
5. All Eyez On Me
6. Girl On Fire
7. Stronger
8. Stay
9. Humanity
10. My Moon My Man

## Personages
| Personage       | Stemacteur (Japans) | Stemacteur (Engels) |
| --------------- | ------------------- | ------------------- |
| David Martinez  | Kenn                | Zach Aguilar        |
| Lucy Kushinada  | Aoi Yuki            | Emi Lo              |
| Maine           | Hiroki Tochi        | William C. Stephens |
| Dorio           | Michiko Kaiden      | Marie Westbrook     |
| Pilar           | Wataru Takagi       | Ian James Corlett   |
| Kiwi            | Takako Honda        | Stephanie Wong      |
| Falco           | Yasuyuki Kase       | Matthew Mercer      |
| Rebecca         | Tomoyo Kurosawa     | Alex Cazares        |
| Faraday         | Kazuhiko Inoue      | Giancarlo Esposito  |
| Adam Smasher    | Yukihiro Misono     | Alec Newman         |
| Doc             | Kenjiro Tsuda       | Borge Etienne       |
| Gloria Martinez | Yurika Hino         | Gloria Garayua      |

## Prijs
- De serie werd in 2023 uitgeroepen tot Anime van het Jaar tijdens de Crunchyroll Anime Awards.